# Гаркуша, Иван Федосеевич
Гаркуша Иван Федосеевич (29 апреля 1896, город Городище — 6 августа 1970, Минск) — советский почвовед происхождения, профессор, заслуженный деятель науки БССР, академик Академии наук Белорусской ССР, депутат Верховного Совета БССР 4, 5 и 6 созывов.

## Биография
Родился 29 апреля 1896 года в крестьянской семье города Городище. Из-за нехватки средств на букварь, тетради и одежду в школу пойти не смог, поэтому с детства занимался выпасом скота. Через 3 года пошел в двухклассное училище при Мариинском сахарном заводе. Его учительницей была Татьяна Ротарь, сестра поэта Петра Ротаря. В 1911 году поступил в Мошно-Городищенской низшую сельскохозяйственную школу. В 1916 году был призыван на службу, воевал на Западном фронте, в 1917 году был демобилизован по болезни. В 1919 году пошёл в РККА. В 1920 году участвовал в штурме Перекопа, где был тяжело ранен. После демобилизации вернулся домой, в своей старой хате организовал начальную школу.
В 1922 году переехал в Харьков, где работал статистом в Наркомземе УССР. Там же учился в вечерней школе и на курсах по подготовке к поступлению в вуз.
В 1925 году по направлению поступил в Херсонский сельскохозяйственный институт на агрономический факультет. Одновременно с учёбой подрабатывал, был заведующим продуктовой лавки при институте. После окончания учёбы переехал в Ленинград, где окончил аспирантуру у почвоведа Сергея Кравкова, защитил кандидатскую диссертацию.
С 1933 года работал старшим научным сотрудником Всесоюзного института удобрений, агротехники и агрогрунтоведения, затем заведующим кафедрой почвоведения и земледелия. Одновременно преподавал в Ленинградской высшей сельскохозяйственной школе.
В 1940 году вышло первое издание его учебника по почвоведению, который со временем был переведен на 12 языков и удостоена премии имени академика В. Г. Вильямса (1947 года). Иван Гаркуша был автором более 90 научных статей, монографий и учебников.
С 1942 года работал директором почвенно-агрономической лаборатории Туркменского филиала АН СССР в Ашхабаде.
В 1944 году был направлен в Белорусскую ССР, где работал сначала проректором Белорусской сельскохозяйственной академии, с 1952 года уже ректором и заведующим кафедрой почвоведения.
В 1954 году защитил докторскую диссертацию и получил звание профессора. Под его руководством было исследовано 1,5 млн га площади почв Белоруссии.
Был депутатом Верховного Совета БССР 4, 5 и 6 созывов.
Умер 6 августа 1970 года в Минске.

## Награды
В 1956 году получил почетное звание Заслуженного деятеля науки БССР.
В 1958 года награждён орденом Трудового Красного Знамени.
15 марта 1961 года — орденом Ленина, в том же году получил звание академика АН БССР, 1964 года во второй раз награждён орденом Ленина.

## Память
На корпусе № 10 Белорусской сельскохозяйственной академии 1994 года была установлена мемориальная доска.